# قسم شرطة باراديس
قسم شرطة باراديس (بالإنجليزية: Paradise PD)‏ هو مسلسل رسوم متحركة للكبار أمريكي صدر على منصة نتفليكس في 31 أغسطس 2018. شارك في المسلسل دانا سنايدر، سيدريك ياربروف، ديفيد هيرمان، توم كيني وسارة تشالك.

## روابط خارجية
قسم شرطة باراديس على موقع IMDb (الإنجليزية)
- قسم شرطة باراديس على موقع روتن توميتوز (الإنجليزية)
- قسم شرطة باراديس على موقع نتفليكس (الإنجليزية)
- قسم شرطة باراديس على موقع فيلمافينيتي (الإسبانية)
- قسم شرطة باراديس على موقع كينوبويسك (الروسية)
- قسم شرطة باراديس على موقع ألو سيني (الفرنسية)
- قسم شرطة باراديس على موقع قاعدة بيانات الفيلم (الإنجليزية)